# Castanhola
A castanhola (do espanhol castañuela) ou castanheta é um instrumento de percussão (idiofone), usado na música espanhola, cigana, moura, otomana, italiana, mexicana, sefardita, portuguesa, filipina, brasileira e suíça. O instrumento já era conhecido pelos fenícios há 3.000 anos.  Na Grécia e Roma Antigas, havia um instrumento similar chamado crótalo.
É constituído por dois pedaços de madeira de castanheiro (sendo certo que também é exemplares em marfim) em forma de concha, perfurado e ornamentado com uma fita que se coloca em redor dos dedos (polegar, indicador e médio). O seu nome deriva do seu formato, que lembra uma castanha.
As castanholas emitem um som seco e oco, de entoação imprecisa.
Nalguns locais no Norte de Portugal, fronteiriços com a Galiza, podem ser usados modelos de castanholas distintos, com efeitos como glissando, ondulando (alternando as duas mãos), trilos e rufos. As castanholas são parte do folclore de vários países hispano-americanos colonizados pela Espanha.
As castanholas servem de acompanhamento rítmico para muitas danças folclóricas, como o flamenco. Na Igreja Católica, são utilizadas no Caminho Neocatecumenal. Na orquestra, são colocadas no extremo de uma pequena vara que é agitada, facilitando, deste modo, a sua execução a estrangeiros. Empregam-se na música erudita para obter um colorido espanholː por exemplo, na Carmen de Georges Bizet.
Em qualquer par de castanholas, há uma que tem o som mais agudo do que a outra, distinguindo-se, respetivamente, com os nomes de castanhola-fêmea e castanhola-macho. A castanhola-fêmea é segura com a mão direita e a castanhola-macho é segura com a mão esquerda. A castanhola-fêmea tem uma linha na parte superior para identificá-la visualmente da castanhola-macho. Para tocá-las, tem que segurá-las com o polegar através do cordão que as une; o qual atravessa a sua parte superior, chamada "orelha", fazendo-as estalar através da percussão rítmica dos restantes dedos. Em algumas ocasiões, as castanholas de uma das mãos batem com as da outra, dependendo dos passos de baile. .